# Witstreepgaasvlieg
De witstreepgaasvlieg (Cunctochrysa albolineata) is een insect uit de familie van de gaasvliegen (Chrysopidae), die tot de orde netvleugeligen (Neuroptera) behoort. 
Cunctochrysa albolineata is voor het eerst wetenschappelijk beschreven door Killington in 1935.